# Cal Castanyer (Masquefa)
Cal Castanyer és una obra de Masquefa (Anoia) inclosa a l'Inventari del Patrimoni Arquitectònic de Catalunya.

## Descripció
Casa entre mitgeres de planta baixa, pis i golfes. Els elements més destacables de la façana són les peces de terracota pintada usats en la formació de la barana del balcó, els guardapols i emmarcament de les obertures i la barana del terrat.

## Història
Pere Bonastre va ser el propietari del terreny on hi ha l'edifici. Va ser construir la casa per poder-hi instal·lar al nou metge del poble. Més tard la va llogar posteriorment va canviar de propietari.